# Place des Martyrs-Juifs-du-Vélodrome-d'Hiver
La place des Martyrs-Juifs-du-Vélodrome-d’Hiver est une voie publique située dans le 15e arrondissement de Paris, en France.

## Situation et accès
Cette place est située au carrefour du quai de Grenelle, du quai Jacques-Chirac et du boulevard de Grenelle, à proximité de l’ancien Vélodrome d’Hiver détruit en 1959.

## Origine du nom
Cette place a été nommée en souvenir de la rafle du Vélodrome d'Hiver des 16 et 17 juillet 1942.

## Historique
Ce carrefour a reçu son nom par l’arrêté municipal du 20 juin 1986, Jacques Chirac étant maire de Paris.
Le 14 avril 2021, le Conseil de Paris vote le renommage de la majeure partie du quai Branly (de la portion située devant le musée du Quai Branly jusqu'à la place) « quai Jacques-Chirac », en hommage à l'ancien président de la République française. En effet, il est à l'origine de ce musée et reconnut dans son discours du 16 juillet 1995 la responsabilité de la France dans la déportation vers l'Allemagne des Juifs de France au cours de l'occupation du pays par les nazis.

## Bâtiments remarquables et lieux de mémoire
- Dans le square homonyme jouxtant la place se trouve un monument commémoratif, inauguré le 17 juillet 1994. Il est dû au sculpteur Walter Spitzer et à l'architecte Mario Azagury et représente des civils innocents : enfants, femme enceinte, personnes âgées, symbolisant les victimes de la rafle. Le socle de la statue est incurvé, rappelant la piste du Vélodrome d'Hiver[2],[3],[4].

Chaque année y est célébrée la Journée nationale à la mémoire des victimes des crimes racistes et antisémites de l'État français et d'hommage aux « Justes » de France, le premier dimanche suivant le 16 juillet.

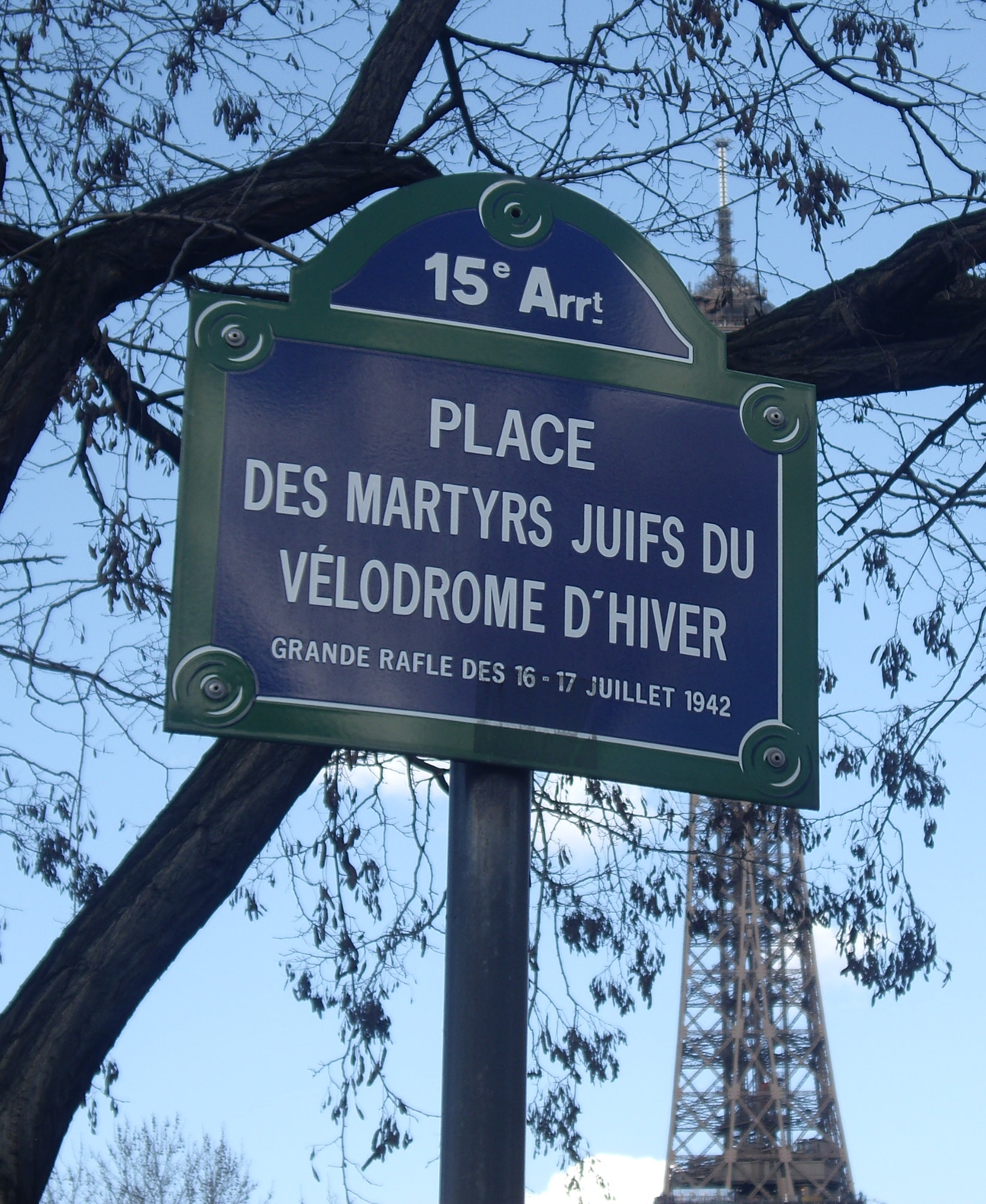
Plaque de rue.
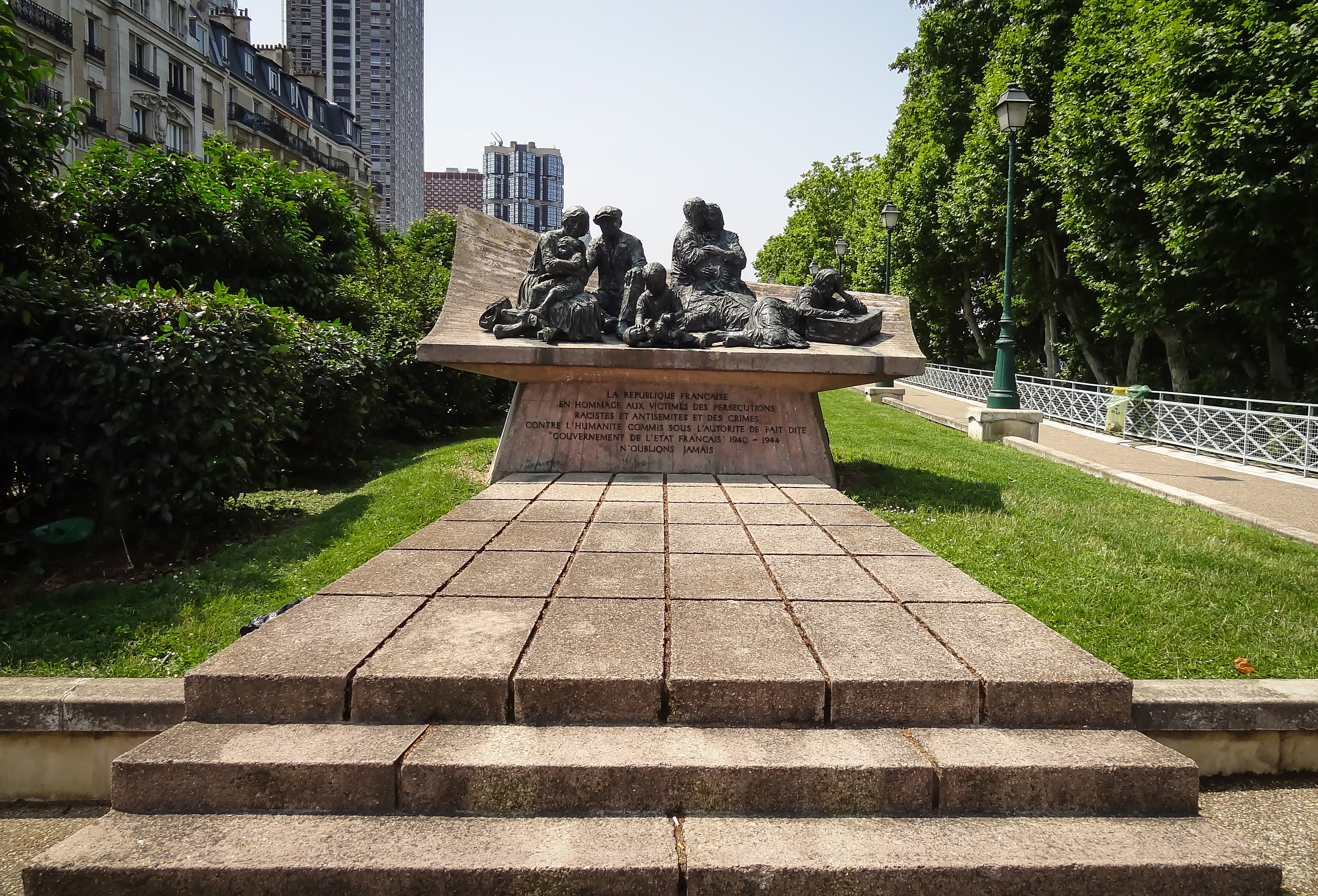
Le monument commémoratif de la rafle.